# Borleasa
Borleasa – wieś w Rumunii, w okręgu Bistrița-Năsăud, w gminie Târlișua. W 2011 roku liczyła 356 mieszkańców.